# Friedrich von Flotow
Friedrich von Flotow (Teutendorf, 1812. április 26. – Darmstadt, 1883. január 24.) német zeneszerző, a romantikus vígopera egyik legismertebb alakja.

## Élete
1812-ben Teuntendorfban született junker család gyermekeként. Rokonai magas rangú állami tisztviselők, katonatisztek, apja lovaskapitány és birtokos volt. Az öreg Flotow egész életében azon fáradozott, hogy visszaszerezze családja régi dicsőségét, felvirágoztassa gazdaságát. Ennek érdekében sokszor saját maga és a családja szájától vonta meg a falatot, szinte minden pénzét birtokok vásárlására fordította.
Friedrich első zongoraleckéit anyjától kapta, a szülők azonban egy percig sem gondolták, hogy fiukat zenei pályára adják. Nagy felháborodást és meglepetést keltett hát, amikor a kisfiú egyszer csak előállt avval, hogy ő muzsikus akar lenni. Apja természetesen ellenezte a dolgot, de (hugenotta származású) nagybátya, Heinrich Gabillon (olv. gabijjon), aki a vámiroda igazgatója volt, szenvedélyes zenerajongó hírében állt. Friedrich neki köszönhette, hogy szülei végül beleegyeztek a párizsi tanulmányútba, hiszen a francia fővárosban rengeteg mindent lehet tanulni: modort, illemet, nyelvet, de elsősorban zenét. Gabillon tehát pártfogásába vette unokaöccsét és ügyesen irányította tanulmányait.
Az ifjú élvezte franciaországi tartózkodását, életének legboldogabb éveit töltötte a fővárosban. Sokkal szabadelvűbben gondolkozott, mint apja. Legjobb barátja Offenbach lett, aki sem vagyoni státusát, sem (zsidó) származását nézve nem ütötte meg a Flotow család színvonalát. Flotow Párizsban kezdett el komponálni. Néhány kisebb kompozíció után hamar elő állt első operájával (La lettre du Prefet 1835), de ezt a darabot csak magántársaságokban adták elő. A nagyközönségnek a Pierre et Catherine című művel mutatkozott be valamivel később, de nem aratott túl nagy sikert. Ezután még két dalművet írt a párizsi közönségnek, amelyek szintén nem találtak túl nagy visszhangra.
Már harmincadik évében járt, amikor megismerkedett Le Grange kisasszonnyal, aki korának ünnepelt operaénekese volt és továbbsegítette a zeneszerző karrierjének elakadt szekerét. 1844-ben végre sikerült a nagy áttörés: az Alessandro Stradella (a léha életéről hírhedt barokk zeneszerzőről szóló opera) végre elnyerte a közönség tetszését és meghozta a szerző számára a régen áhított sikert. A darab rövid időn belül bejárta Európa valamennyi operaszínpadát és Flotow neve végre nemzetközileg is ismert lett. Ezután eltelt három év és 1847-ben Bécsben színre került a Márta, avagy a richmondi vásár című vígoperája, amely a halhatatlanságot biztosította szerzőjének.
1856 és 1863 között Flotow Schwerinben vállalt udvari intendánsi állást, majd Bécs és Párizs között ingázva élte életét. Még volt több operája is, ami a maga korában nagy siker volt és részese lett a repertoárnak, de ezek pár évtized múlva kezdtek eltünedezni és ma már csak nagyon ritkán veszik őket elő. 1880-ban az idős mester Darmstadt városában telepedett le, ahol három évvel később meghalt.

## Munkássága
Flotow-t egyszerzeményes mesterként szokták emlegetni az operatörténetek és operakézikönyvek. Valóban csak egyetlen darabja volt a szerzőnek, amiben jóval többet tudott nyújtani a kor átlagszínvonalánál. Ez a darab a Márta, ami ma is gyakran kerül színre szerte a világon.
A mű librettója egy korabeli, népszerű vígjátékot dolgozz fel, melyből már korábban balettet készítettek, s amelynek egyik felvonását maga Flotow írta. Az operazene felépítését tekintve a német játékopera és a francia opéra comique vonásait egyesíti. A zárt számokban népies dallamokat is alkalmazott a szerző, terjedelmes, dalszerű együttesekkel dolgozott, a dialógusok megzenésítése társalgási stílusban történt. A műben váltakoznak a komikus és a lírai epizódok. A darab népszerűségét számos korabeli paródia is bizonyítja.
Flotow érzelmességével lopta be magát a közönség szívébe. Párizs nevelte muzsikussá, ezért sokat merített a francia muzsika könnyedségéből, csevegő, behízelgő hangjából. Ezt forrasztotta össze a német romantika szentimentalizmusával. A Márta mellett említésre érdemes Alessandro Stradella című operája is. A  darabot ma már ritkán veszik elő (cd-felvétele azonban hozzáférhető), de jó énekesekkel és rendezéssel ma is sikerre vihető. A cselekmény elég sovány, de a maga a szövegkönyv elég ügyesen lett megírva. Az olaszosságot Flotow rendkívül mesterien kezeli a darabban, ami a szerző német volta ellenére franciásan hat, fülbemászó dallamokkal. A recitativók rendkívül szűkszavúak, a hangsúly a zenés számokon van, a hangszerelés is jól kivitelezett. Az Alessandro Stradella lehet, hogy nem éri el a Márta színvonalát, de mégis a német játékopera legjavához tartozik.
E két darabon kívül még több Flotow opera aratott sikert a maga korában. A közönség szívesen fogadta a Rübezahl, Pianella, Nadia, Zilda, Die Musikanten című dalműveket is. ezenkívül a szerző írt pár balettzenét, dalokat és néhány zenekari művet is. Ezekre azonban szinte teljesen a feledés homálya borult a későbbiekben.

## Művei
Operák:
- Pierre et Cathérine 1830-1831
- Die Bergknappen 1833
- Alfred der Große 1833-1835
- Rob rox 1836
- Sérafine 1836
- Alice 1837
- La lettre du préfet 1837/1868
- Le Comte de Saint-Mégrin 1838
- Lady Melvil 1838
- L'Âme en peine (L'Âme jalouse) 1838
- L'Eau merveilleuse 1839
- Le Naufrage de la Méduse 1839
- Les Pages de Louis XI 1840
- L'Esclave de Carmoëns 1843/1852/1878
- Alessandro Stradella 1844
- Martha of "De markt van Richmond" Márta, avagy a richmondi vásár 1847
- Die Großfürstin Sophia Catharina 1850
- Rübezahl 1850
- Albin of "Der Pflegesohn" 1855-1856
- Le Vannier 1856
- Johann Albrecht, Herzog von Mecklenburg 1857
- Pianella 1857
- La Veuve Grapin (Veuve Camus) 1859 (operett)
- Zilda ou La Nuit des dupes (Conte de mille et une nuits) 1861
- Der Königsschuß 1864
- La Châtelaine (De sprookjeszoeker) 1865
- Am Runenstein 1868
- Die Musikanten 1869
- Sakuntala 1869
- L'Ombre (Zijn schaduw)  1870
- La Fleur d'Harlem 1871-1872
- Rosellana 1877
- Der hölzerne Säbel ?

Balettok:
- Lady Henriette ou "La Servante de Greenwich"  (társszerzők: Friedrich Burgmüller; Edouard-*Marie-Ernest Deldevez 1844
- Die Libelle ("La Demoiselle" of "Le Papillon" of "Dolores") 1856
- Die Gruppe der Thetis 1858